# Duško Antunović
Duško Antunović (né le 24 février 1947 à Korčula, et mort le 16 février 2012 à Zagreb,) est un joueur international yougoslave de water-polo, puis entraîneur de clubs en Croatie. Il est le premier sélectionneur de l’équipe nationale masculine lors de l’indépendance de ce pays, de 1991 à 1993.

## Biographie
Duško Antunović joue à douze ans pour son premier club, le Korculanski Plivacki Klub (KPK) dans son île natale de Korčula.
Avec le Vaterpolo klub Partizan, à Belgrade, pour lequel Antunović joue de 1967 à 1977, il remporte trois coupes d’Europe des champions en 1971, 1975 et 1976,. Sélectionné cent cinquante fois dans l’équipe de Yougoslavie, il est médaille d’or aux Jeux méditerranéens de 1971 à İzmir et deux fois médaillé de bronze aux championnats d’Europe de 1970 à Barcelone et de 1974 à Vienne,.
Après sa retraite, dans la seconde moitié des années 1970, il devient entraîneur dans son premier club, le KPK qu'il accompagne jusqu'à la victoire en coupe d’Europe des vainqueurs de coupe en 1978,. À la fin des années 1980, avec le club de Zagreb HAVK Mladost, il parvient à gagner deux fois de suite la coupe d’Europe des champions en 1989 et 1990,.
Après la déclaration d’indépendance de la Croatie, il est nommé sélectionneur de la nouvelle équipe nationale masculine de 1991 à 1993 avec laquelle il est médaillé de bronze aux Jeux méditerranéens de 1993, en Languedoc-Roussillon.